# Karl Moik
Karl Moik (Linz, 19 juni 1938 - Salzburg, 26 maart 2015) was een Oostenrijkse entertainer en presentator.

## Jeugd en opleiding
Karl Moik groeide op als kind van een alleenstaande moeder in Hallein bij Salzburg. Zijn vader leerde hij pas kennen op vijfjarige leeftijd. Hij voltooide na de lagere school een opleiding als gereedschapsmaker. Als scholier had hij er reeds plezier aan om anderen te vermaken. Al vroeg leerde Moik piano en accordeon spelen. In 1970/71 voltooide hij een spraakopleiding bij het Salzburgse Mozarteum.
Hij begon te werken als werktuigmaker. Later werkte hij als vertegenwoordiger van kopieerapparatuur en tv-antennen. Omdat het tv- en showvak hem aantrok, reisde hij naast zijn beroep ook door het land als lid van het jazz-trio Jolly Austrians. Destijds probeerde hij het ook als vertolker van volksliederen.

## Carrière

### Als zanger
In zijn programma Musikantenstadl trad Moik ook als zanger op. Bekende liederen zijn Ja heute woll'n wir feiern, Jeden Tag, da brauch i di a bisserl mehr, Das Zipferl vom Glück, Es dreht sich alles nur um's Geld en Servus, pfüat Gott und Auf Wiedersehen.

### Als acteur
Eerder kwam Karl Moik vaker als acteur voor de dag. Zijn tv-debuut had hij reeds in 2000 als forensisch patholoog-anatoom in de Tatort-aflevering Einmal täglich van de ARD. In 2008 speelde hij de burgemeester in de Degeto-muziekkomedie Das Musikhotel am Wolfgangsee. In de zomer van 2008 werkte hij bovendien mee in zes speelfilms, die de Couchkino GmbH in samenwerking met ZDF Enterprises had geproduceerd. Als deel van de filmreeks Die schönsten Liebesfilme aller Zeiten zou het eerste seizoen in 2009 uitgezonden worden. In de zomer van 2009 zouden nog verdere zes films ontstaan. Als voorbeeld voor de draaiboeken dienden verschillende romanedities van het Bastei-Lübbe-Verlag.

### Als presentator
In 1973 presenteerde Moik voor ORF op de radio het programma Volkstümliche Hitparade, dat spoedig een publieksfavoriet werd. In het midden van de jaren 1970 klopte de Duitse ARD bij de ORF aan. Samen zocht men naar een format voor een programma met gespreksthema's en volksmuziek. Dit concept werd uiteindelijk gerealiseerd met Musikantenstadl, dat sinds 1981 bij de Oostenrijkse en vanaf 1983 bij de Duitse televisie werd uitgezonden en gepresenteerd door Moik. Het programma werd van 1981 tot 1991 gecompleteerd met steun van de vrolijke Hias (de zanger Erich Mathias Mayer). Moik werd dankzij dit programma bekend bij een miljoenenpubliek en was meermaals te gast in het buitenland, waaronder in Zuid-Afrika en China. Ook werden tournees afgewerkt in de Duitse regio. In juni 2005 maakten de ARD en ORF een einde aan het samenwerkingsverband met Moik en vanaf de herfst 2006 werd de presentatie overgenomen door Andy Borg.
Naast Musikantenstadl presenteerde Moik tot 1999 ook de Oostenrijkse voorronden van de Grand Prix der Volksmusik en met zijn collega's Carolin Reiber en Sepp Trütsch ook de internationale ontmoeting der drie landen.
Moik presenteerde voor de laatste keer Silvesterstadl in 2005.
Van juni tot september 2006 presenteerde Moik bij de ORF-radio Salzburg het reismagazine Rund um die Welt.

## Privéleven en overlijden
Sinds 1964 was hij getrouwd met Edith, waarmee hij twee kinderen had.
Tijdens de bijna vijf uur durende liveuitzending van het Silvesterstadl in 2005 kreeg hij problemen met een stoornis van de bloedsomloop in de hersenen, die vermoeidheidsverschijnselen tot gevolg hadden en aansluitend aan de uitzending op nieuwjaarsdag 2006 tot een beroerte leidden. De toentertijd 67-jarige Moik werd naar de neurologische intensive care van het ziekenhuis in Klagenfurt gebracht, dat hij op 9 januari weer verliet.
Ook had Moik een hartinfarct, waarna hij drie bypasses kreeg. Als diabeticus zette hij zich in als ambassadeur bij de stichting Chance für Diabetes voor verandering van levensstijl voor type 2-diabetici.
Karl Moik overleed op 26 maart 2015 op 76-jarige leeftijd in een Salzburgs ziekenhuis aan nierfalen. Hij werd bijgezet op het kerkhof van Oberalm bij Salzburg.

## Onderscheidingen
Voor zijn grote verdiensten voor de cultuur werd Moik in 2003 onderscheiden met de grote gouden ereteken van de stad Linz. Bovendien kreeg hij uit waardering voor zijn verdiensten en prestaties voor Oostenrijk in augustus 2004 de beroepstitel professor toegekend. In 2004 en 2007 kreeg hij bovendien een Krone der Volksmusik toegekend.